# 霍尔格·贝伦特
霍尔格·贝伦特（德語：Holger Behrendt，1964年1月29日—），德国男子竞技体操运动员。他曾代表东德在1988年夏季奥运会体操比赛上获得吊环金牌、团体全能银牌和单杠铜牌。